# Cari professori
Cari professori (Teachers Only) è una serie televisiva statunitense in 21 episodi trasmessi per la prima volta nel corso di 2 stagioni dal 1982 al 1983.
È una sitcom scolastica incentrata per lo più sulle vicende relative ai professori (un'idea ripresa poi dalla serie Boston Public nel 2000). Ambientata in una scuola di Brooklyn (denominata nella prima stagione Millard Fillmore High e nella seconda stagione Woodrow Wilson High) vide un sostanziale cambio di cast tra la prima e la seconda stagione. In entrambe le stagioni Lynn Redgrave interpreta il ruolo di un'insegnante di inglese, Diana Swanson, e Norman Fell interpreta il preside Ben Cooper.

## Personaggi e interpreti
- Diana Swanson (21 episodi, 1982-1983), interpretata da	Lynn Redgrave.
È la professoressa di inglese, instaura un buon rapporto con gli alunni che aiuta nei loro problemi adolescenziali.
- Ben Cooper (21 episodi, 1982-1983), interpretato da	Norman Fell.
È il flemmatico preside dell'istituto.
- Spud Le Boone (13 episodi, 1983), interpretato da	Joel Brooks.
- Samantha 'Sam' Keating (13 episodi, 1983), interpretata da	Teresa Ganzel.
È un'insegnante di inglese, entra nel cast nella seconda stagione.
- Michael Horne (13 episodi, 1983), interpretata da	Tim Reid.
- Shari (13 episodi, 1983), interpretata da	Jean Smart.
È la nuova segretaria di Cooper nella seconda stagione.
- Michael Dreyfuss (8 episodi, 1982), interpretato da	Adam Arkin.
È l'insegnante di biologia.
- Mr. Brody (8 episodi, 1982), interpretato da	Norman Bartold.
È l'assistente di Cooper.
- Gwen Edwards (8 episodi, 1982), interpretato da	Van Nessa Clarke.
- Mr. Pafko (8 episodi, 1982), interpretato da	Richard Karron.
È il bidello.
- Lois McCardle (8 episodi, 1982), interpretata da	Kit McDonough.
È la segretaria.
- Studentessa punk (2 episodi, 1982), interpretata da	Alana Crow.

## Produzione
La serie, ideata da Aaron Ruben, fu prodotta da Carson Productions. Tra le guest star compare Michael J. Fox.

### Registi
Tra i registi della serie sono accreditati:
- Peter Baldwin (8 episodi, 1982)
- Rod Daniel (3 episodi, 1983)
- John Bowab (2 episodi, 1983)
- Linda Day (2 episodi, 1983)
- Charles S. Dubin (2 episodi, 1983)
- Tony Singletary (2 episodi, 1983)

## Distribuzione
La serie fu trasmessa negli Stati Uniti dal 1982 al 1983 sulla rete televisiva NBC. In Italia è stata trasmessa con il titolo Cari professori.

## Episodi
| Stagione         | Episodi | Prima TV USA | Prima TV Italia |
| ---------------- | ------- | ------------ | --------------- |
| Prima stagione   | 8       | 1982         |                 |
| Seconda stagione | 13      | 1983         |                 |